# Diane Michelle
Diane Marie Michelle (Los Angeles, 8 aprile 1956) è una doppiatrice statunitense, nota soprattutto per aver doppiato Paperina in diverse occasioni.

## Vita privata
È sposata con Charles Andrews da cui ha avuto un figlio.

## Filmografia parziale

### Doppiaggio
- Mignolo e Prof (1 episodio, 1998)
- Topolino e la magia del Natale (1999)
- La sirenetta II - Ritorno agli abissi (2000)
- House of Mouse - Il Topoclub (6 episodi, 2001-2003)ù
- Vita da camper (2006)
- Happy Feet (2006)
- Le avventure di Fiocco di Neve (2010) - versione inglese